# 陳嘉琳
陳嘉琳（英語：Debby Chan Ka-lam；－）是香港民主派人士，跨政黨地區連線西貢鄉民成員。前香港西貢區議會西貢離島選區議員。

## 區議會選舉

### 競選重要事件
2019年區議會選舉中以無黨籍身分與梁衍忻、何偉航、譚爾培等西貢民主派地區工作者成立跨政黨地區連線西貢鄉民，並以民主動力及西貢鄉民身分角逐2019年西貢區議會西貢離島區議員。
2019年10月4日，西貢鄉民兩名成員陳嘉琳及梁衍忻與將向天晴余浚寧、葉子祈及將軍澳青年力量張偉超、陳緯烈共同報名，互相拉抬選情。

### 2019年香港區議會選舉
陳嘉琳於第六屆香港區議會選舉中參選並勝出，當選西貢離島區議員。
| 政党   | 政党     | 候选人    | 票数  | %     | ±      |
| ------ | -------- | --------- | ----- | ----- | ------ |
|        | 西貢鄉民 | ①. 陳嘉琳 | 2,127 | 57.74 | 不適用 |
|        | 民建聯   | ②. 李家良 | 1,557 | 42.26 | 不適用 |
| 多数票 | 多数票   | 多数票    | 575   | 15.47 | 不適用 |

## 公職

### 區議會公職
- 西貢區議會區議員（2020年-2021年）[3]
- 西貢區議會環境衞生、氣候變化及漁農委員會主席（2020年-2021年）
- 西貢區議會社區營造及社會創新委員會委員（2020年-2021年）
- 西貢區議會地區設施管理委員會委員（2020年-2021年）
- 西貢區議會教育、健康及社會福利委員會委員（2020年-2021年）
- 西貢區議會財務及行政委員會委員（2020年-2021年）
- 西貢區議會房屋及規劃發展委員會委員（2020年-2021年）
- 西貢區議會交通及運輸委員會委員（2020年-2021年）
- 西貢區議會將藍隧道、跨灣路、新政府大樓工作小組成員（2020年-2021年）
- 西貢區議會西貢公路改善工程工作小組成員（2020年-2021年）